# Stipprute
Die Stipprute ist eine Angelrute, die für gewöhnlich zum Fang von Friedfischen verwendet wird. Eine Ausnahme ist das Tippangeln, bei dem eine Kunstfliege an der Stipprute angeboten wird.
Der Vorteil der Stipprute gegenüber anderen Ruten liegt darin, dass sie meist in Längen von mehr als 3,5 Meter genutzt werden. Erreicht werden dank moderner, leichter Materialien, wie mit Kohlenstofffasern oder Carbon verstärkten Kunststoffen (CFK), Längen bis zu 20 Metern.
Stippruten gibt es in beringter oder unberingter Ausführung. Beringte Ruten sind oft teleskopierbar, d. h. ausziehbar.
Unberingte Ruten gibt es sowohl in teleskopierbarer Ausführung, als auch als Steckrute, d. h. die einzelnen Teile können in der richtigen Reihenfolge ineinandergesteckt, bzw. auseinandergenommen werden. Man nennt diese Steckruten auch Kopfruten. Da man hierbei keine Rolle einsetzt, muss die Schnur an der Rutenspitze befestigt werden. Das geschieht über verschiedene Knotentechniken.
Die Länge der Schnur richtet sich im Allgemeinen nach Rutenlänge und Rutenart. Bei einer Teleskoprute ist die Schnur stets so lang wie die Rute selbst, da man sonst den Fisch nicht vernünftig landen, d. h. keschern kann. Bei einer Steckrute > 5 oder 6 Meter ist dies aber nicht mehr praktikabel. Daher ist es möglich auch Schnüre zu benutzen, die kürzer als die Rute sind. Beim Biss eines Fisches werden einfach die untersten Segmente der Rute abgebaut, bis sie genauso kurz ist wie die Schnur. Je kürzer die Schnur, desto punktgenauer kann man angeln. Da man ohne Rolle keine Schnurreserven hat, um einen zu starken Fisch durch „Schnurgeben“ müde zu machen, wird ein Gummiband in der Rutenspitze eingesetzt, an das die Schnur mittels eines Konnektors eingehängt wird. Dabei wird die Stärke des Gummizuges nach Schnurstärke und erwarteter Fischart gewählt. Außerdem ist es möglich, den Gummizug über ein, zwei oder drei Teile der Stipprute zu installieren.
Der Gummizug wird jedoch vor allem in Stippruten zum Stecken verwendet und bei teleskopischen Stippruten nur in Ausnahmefällen.
Weitere benötigte Materialien sind eine kleine Pose und ein kleiner Haken, sowie kleine schnurbeschwerende Spaltbleie.
Stippruten eignen sich hervorragend für Anfänger des Angelns und Kinder, da die Techniken, zum Beispiel des Auswerfens, sehr leicht zu erlernen sind und man nur wenig Ausrüstung benötigt.